# 雨の朝巴里に死す
『雨の朝巴里に死す』（あめのあさパリにしす、原題: The Last Time I Saw Paris）は、1954年に製作・公開されたアメリカ合衆国の映画。

## 概要
F・スコット・フィッツジェラルドの短篇小説『バビロン再訪』の時代設定を第二次世界大戦後に移して映画化し、リチャード・ブルックスが監督、エリザベス・テイラーとヴァン・ジョンソンが主演した。
現在はパブリックドメイン作品となっている。

## ストーリー
ヨーロッパで第二次世界大戦が終結し、「星条旗」紙の記者チャールズ・ウィルス（ヴァン・ジョンソン）は人々が終戦を祝うのを取材していた。彼は突然美しい女性に掴まれてキスをされるが、その女性は去ってしまう。チャールズは群衆にもまれながらカフェ・ディンゴへ行き、マリオン・エルズワース（ドナ・リード）という別の美しい女性に出会う。すぐに2人はお互いに惹かれ合い、彼女は父親が主催するヨーロッパでの終戦を祝うパーティに参加するよう彼を誘う。チャールズ、マリオン、そして彼女に熱心に言い寄っているフランス人のクロード・マティーヌがエルズワース家に到着すると、街頭でチャールズにキスした女性はマリオンの妹ヘレン（エリザベス・テイラー）であることが判明する。
彼女らの父親、ジェームズ・エルズワース（ウォルター・ピジョン）は第一次世界大戦を生き延び、終戦後すぐにロスト・ジェネレーションに加わっていた。他の殆どの漂流者たちとは異なり、彼はその生活から卒業することは無く、2人の娘もその様なライフスタイルを好むように育てた。エルズワース家には金が無いのにも拘わらず、ヘレンは父親に倣い、自分の美しさを利用して贅沢な生活を維持している。マリオンは逆に、検事志望のクロードや小説家志望のシャルルなどの、真面目で保守的な若者を求めている。
チャールズとヘレンは付き合うようになり、恋に落ちる。ヘレンが肺炎で瀕死の状態から回復した後、2人は結婚してパリに住む。ジェームズはチャールズの幸せな家族と楽しく付き合い、ヘレンにはやがて娘のヴィッキーが生まれる。マリオンはヘレンにチャールズを取られたため、クロードとの結婚に同意する。チャールズは薄給でやりくりするのに苦労し、小説の執筆は上手くいかないが、ヴィッキーの世話をちゃんとする。
この頃、ジェームズが何年も前に購入していたが油が出るとは思われていなかったテキサスの油田がついに生産を開始する。ジェームズがヘレンの持参金代わりにチャールズに油田を贈ったことから、チャールズは仕事を辞め、そしてヘレンとジェームズはパーティーには行く代わりに自分たちで開くようになる。降って湧いた富によりヘレンは変わり、より責任感を持つようになるが、一方、チャールズは新聞社の仕事を辞め、自分の小説全てが出版社から拒否されてからは、パーティで散財することとなる。彼らはまた、それぞれ別の興味を追求し始める。ヘレンはハンサムなテニスプレーヤーのポール・レーン（ロジャー・ムーア）と浮気し、チャールズは何度も離婚経験のあるロレーヌ・クアールと一緒にモンテカルロからパリまでの自動車レースに出場する。
レース後、チャールズはパリに戻り、ヘレンがポールと一緒にカフェ・ディンゴで座っているのを見つける。ポールとチャールズの間で喧嘩が始まり、怒ったチャールズは先に家に帰り、ドアに鎖をかけ、ドアが全く開かないようにする。ヘレンが帰宅して家に入ろうとしても入れない。彼女はチャールズを呼ぶが、彼は階段で酔っ払って意識朦朧としており、ヘレンが呼ぶと酒瓶が彼の手から落ちてしまう。ヘレンは雪と雨の中、妹の家まで長い道のりを歩くことになる。彼女は再び肺炎を起こして死んでしまう。
マリオンはヴィッキーの完全な保護権を求めて請願し、チャールズはアメリカに帰国する。数年後、更生し、本を出版し、酒を止めたチャールズは、自分が立ち直ったことからマリオンがヴィッキーを返してくれること期待しつつパリに戻る。チャールズはマリオンに、今は1日1杯しか酒を飲んでいないと言う。マリオンは、チャールズが自分からヘレンに乗り換えたこと、そしてヘレンの死の責任がチャールズにあることに対して依然として憤っていることから、ヴィッキーを渡すことを拒否する。チャールズとヴィッキーが親密なのを見たクロードは中に割って入り、マリオンは、マリオンがチャールズを愛していることに気づかずにヘレンと結婚したチャールズに罰を与えているのであり、そしてその罰とは彼に残された唯一のもの、即ち娘を奪うことなのだとマリオンに言う。クロードはマリオンに、自分を受け入れて欲しい、そして自分の子供が欲しいのは（チャールズがヘレンを死なせた結果としての）敗北からではなく愛からであって欲しいと言う。
マリオンはカフェ・ディンゴ（正面の壁にはヘレンの大きな絵が飾られている）に入り、チャールズを探し（彼はその絵を見つめている）、ヘレンはチャールズが1人になることは望まなかった筈だと言う。 カフェの外では、クロードがヴィッキーと一緒にいる。ヴィッキーはチャールズに駆け寄り、2人は一緒に歩いて去って行く。

## キャスト
| 役名                     | 俳優                 | 日本語吹き替え | 日本語吹き替え                               | 日本語吹き替え                      |
| 役名                     | 俳優                 | NET版          | 日本テレビ版                                 | PDDVD版                             |
| ------------------------ | -------------------- | -------------- | -------------------------------------------- | ----------------------------------- |
| ヘレン                   | エリザベス・テイラー | 武藤礼子       | 戸田恵子                                     | 紗ゆり                              |
| チャールズ               | ヴァン・ジョンソン   | 羽佐間道夫     | 仲村秀生                                     | 古田信幸                            |
| ジェームズ（ヘレンの父） | ウォルター・ピジョン | 中村正         | 阪脩                                         | 小島敏彦                            |
| マリオン（ヘレンの姉）   | ドナ・リード         | 佐原妙子       | 榊原良子                                     | 山川亜弥                            |
| クロード                 | ジョージ・ドレンツ   |                | 筈見純                                       | 吉田孝                              |
| ロレイン                 | エヴァ・ガボール     | 増山江威子     | 小宮和枝                                     | 笹森亜希                            |
| ビッキー                 | サンディ・デスチャー |                |                                              | 佐藤香織                            |
| ポール                   | ロジャー・ムーア     |                |                                              |                                     |
| その他                   |                      |                | 亀井三郎 鈴木れい子 広瀬正志 幹本雄之 田口昻 | 三浦潤也 芦澤孝臣 織間雅之 峰松希匡 |

- NET版：初回放送1975年6月8日『日曜洋画劇場』[2]
- 日本テレビ版：初回放送1990年1月3日
- PDDVD版：ミックエンターテイメント株式会社から発売のDVDに収録。

演出：大前剛、翻訳：原仁美、制作：ミックエンターテイメント

## スタッフ
- 監督：リチャード・ブルックス
- 製作：ジャック・カミングス
- 脚本：ジュリアス・J・エプスタイン、フィリップ・G・エプスタイン、リチャード・ブルックス
- 音楽監督：ソール・チャップリン
- 作曲：コンラッド・サリンジャー
- 撮影監督：ジョセフ・ルッテンバーグ
- 編集：ジョン・D・ダニング
- 美術：セドリック・ギボンズ、ランドール・デュエル
- 装置：エドウィン・B・ウィリス、ジャック・D・ムーア
- 衣装：ヘレン・ローズ